# Astéroïde de type T

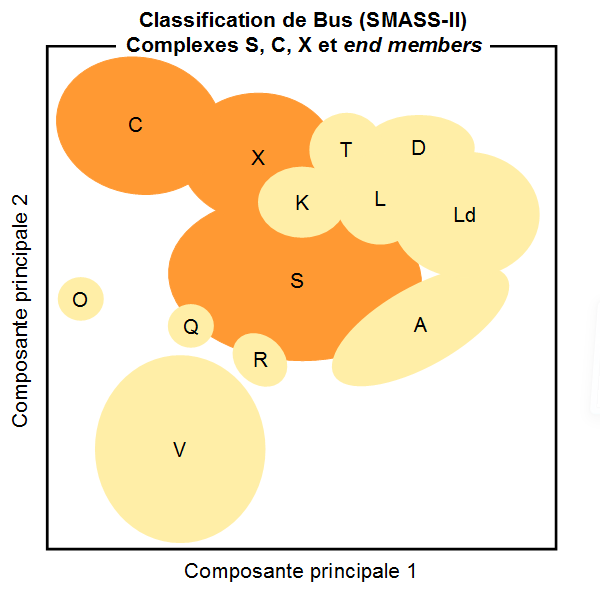
Complexes S, C et X et autres types dans l'espace des composantes 1 et 2 de la classification de Bus.

Le type T (ou classe T) est un type d'astéroïdes qui apparait dans les trois classifications spectrales usuelles de Tholen (1984), Bus (ou SMASS-II) (1999) et Bus-DeMeo (2009). C'est l'une des petites classes situées en périphérie (dans l'espace des données spectrales) des trois grands « complexes » S, C, et X.
À fin 2023, la base de données « Small-Body Database » du Jet Propulsion Laboratory compte 1666 astéroïdes pour lesquels le type SMASS-II (classification de Bus) est renseigné, dont 19 astéroïdes appartenant au type T (1 %),.

## Historique
Le type T a été introduit en 1984 par David J. Tholen dans le cadre de ses travaux sur une nouvelle démarche de classification spectrale basée sur le traitement statistique des récentes données de l'enquête Eight Color Asteroid Survey (ECAS).

## Propriétés

### Description spectrale
Les astéroïdes de type T sont schématiquement caractérisés par un spectre rouge, sans relief d'absorption, continument croissant sur la zone visible et proche infrarouge, avec une courbure tendant vers un aplatissement. Ils sont tendanciellement sombres[réf. nécessaire].

### Hypothèses de composition et de liens avec les météorites
À ce jour[Quand ?], leur composition reste inconnue[réf. nécessaire] et aucune aucune météorite de propriétés comparables n'est connue[réf. nécessaire]. Ils sont probablement anhydres[réf. nécessaire] et liés au types P et D, voisins dans l'espace des données spectrales.

### Situation dans le Système solaire et hypothèses d'origine
Ils correspondent possiblement à des astéroïdes de type C altérés[réf. nécessaire].

## Exploration
À ce jour (2023), aucune sonde spatiale n'a survolé d'astéroïde appartenant au type T.